# Ерскін (Міннесота)
Ерскін (англ. Erskine) — місто (англ. city) в США, в окрузі Полк штату Міннесота. Населення — 403 особи (2020).

## Географія
Ерскін розташований за координатами 47°39′47″ пн. ш. 96°1′0″ зх. д. / 47.66306° пн. ш. 96.01667° зх. д. (47.663163, -96.016683).  За даними Бюро перепису населення США в 2010 році місто мало площу 2,61 км², з яких 1,75 км² — суходіл та 0,86 км² — водойми. В 2017 році площа становила 2,74 км², з яких 1,91 км² — суходіл та 0,84 км² — водойми.

## Демографія
Згідно з переписом 2010 року, у місті мешкали 503 особи в 234 домогосподарствах у складі 131 родини. Густота населення становила 193 особи/км².  Було 273 помешкання (105/км²).
Расовий склад населення:
| - 94,8 % — білих - 2,2 % — корінних американців - 0,4 % — чорних або афроамериканців - 0,2 % — азіатів |

До двох чи більше рас належало 2,4 %. Частка іспаномовних становила 2,0 % від усіх жителів.
За віковим діапазоном населення розподілялося таким чином: 25,4 % — особи молодші 18 років, 50,7 % — особи у віці 18—64 років, 23,9 % — особи у віці 65 років та старші. Медіана віку мешканця становила 38,0 року. На 100 осіб жіночої статі у місті припадало 99,6 чоловіків;  на 100 жінок у віці від 18 років та старших — 93,3 чоловіків також старших 18 років.
Середній дохід на одне домашнє господарство  становив 40 987 доларів США (медіана — 35 268), а середній дохід на одну сім'ю — 49 355 доларів (медіана — 55 234). За межею бідності перебувало 23,3 % осіб, у тому числі 36,0 % дітей у віці до 18 років та 25,8 % осіб у віці 65 років та старших.
Цивільне працевлаштоване населення становило 221 осіб. Основні галузі зайнятості: роздрібна торгівля — 17,6 %, освіта, охорона здоров'я та соціальна допомога — 16,7 %, виробництво — 12,7 %, будівництво — 9,0 %.